# واد أضراس (آيت علي بوشان)
واد أضراس هو دُوَّار يقع بجماعة بوشاوون، إقليم فكيك، جهة الشرق في المملكة المغربية. ينتمي الدوّار لمشيخة آيت علي بوشان التي تضم 7 دواوير. يقدر عدد سكانه بـ 110 نسمة حسب الإحصاء الرسمي للسكان والسكنى لسنة 2004.

## روابط خارجية
- البوابة الوطنية للجماعات الترابية
- المندوبية السامية للتخطيط